# Sveti Vid-Miholjice
Sveti Vid-Miholjice  je naselje na zapadu otoka Krka, u Primorsko-goranskoj županiji. Upravno pripada općini Malinskoj – Dubašnici.
Sveti Vid se nalazi u neposrednoj blizini Malinske.

## Odlike mjesta
Sveti Vid-Miholjice je tipično krčko selo s malim kamenim kućama, zbog njegovog autentičnog izgleda stavljen je pod zaštitu Ministarstva kulture RH.
Kod Svetog Vida-Miholjice na polju Skirin pronađeni su ostatci ranokršćanske crkve iz 6. stoljeća ravenskog tipa.
U mjestu se nalazi župna Crkva svetog Mihovila, a svake godine 29. rujna slavi se dan zaštitnika - čakavski Mihoja.

## Stanovništvo
Sveti Vid-Miholjice je nakon općinskog sjedništa Malinske, najveće naselje u općini Malinska – Dubašnica. Tu je prema popisu iz 2001. g. živjelo 256 stanovnika.
Kretanje broja stanovnika Svetog Vida nema izražene poraste i padove kao što je slučaj kod većine naselja na otoku Krku. Ipak i tu se bilježi period porasta broja stanovnika u drugoj polovini 19. i početkom 20. st. kao i kod gotovo svih krčkih naselja; s 219 stanovnika 1857. g. na maksimalnih 363 stanovnika 1910. g. Sredinom 20. st. dolazi do stagnacije, a zatim i depopulacije tako da je 1981. g. zabilježen najmanji broj žitelja Svetog Vida od kada postoje službeni podaci, 195. Međutim, zahvaljujući dobroj prometnoj povezanosti i snažnom razvoju turizma u susjednoj Malinskoj, od 1981. g. postupno raste broj stanovnika.
| broj stanovnika | 219   | 241   | 276   | 309   | 331   | 363   | 334   | 339   | 309   | 304   | 269   | 244   | 195   | 255   | 256   | 261   | 292   |
|                 | 1857. | 1869. | 1880. | 1890. | 1900. | 1910. | 1921. | 1931. | 1948. | 1953. | 1961. | 1971. | 1981. | 1991. | 2001. | 2011. | 2021. |

## Poznate osobe
- Kazimir Ostrogović, hrvatski arhitekt